# Academia de Ciencias de Turín

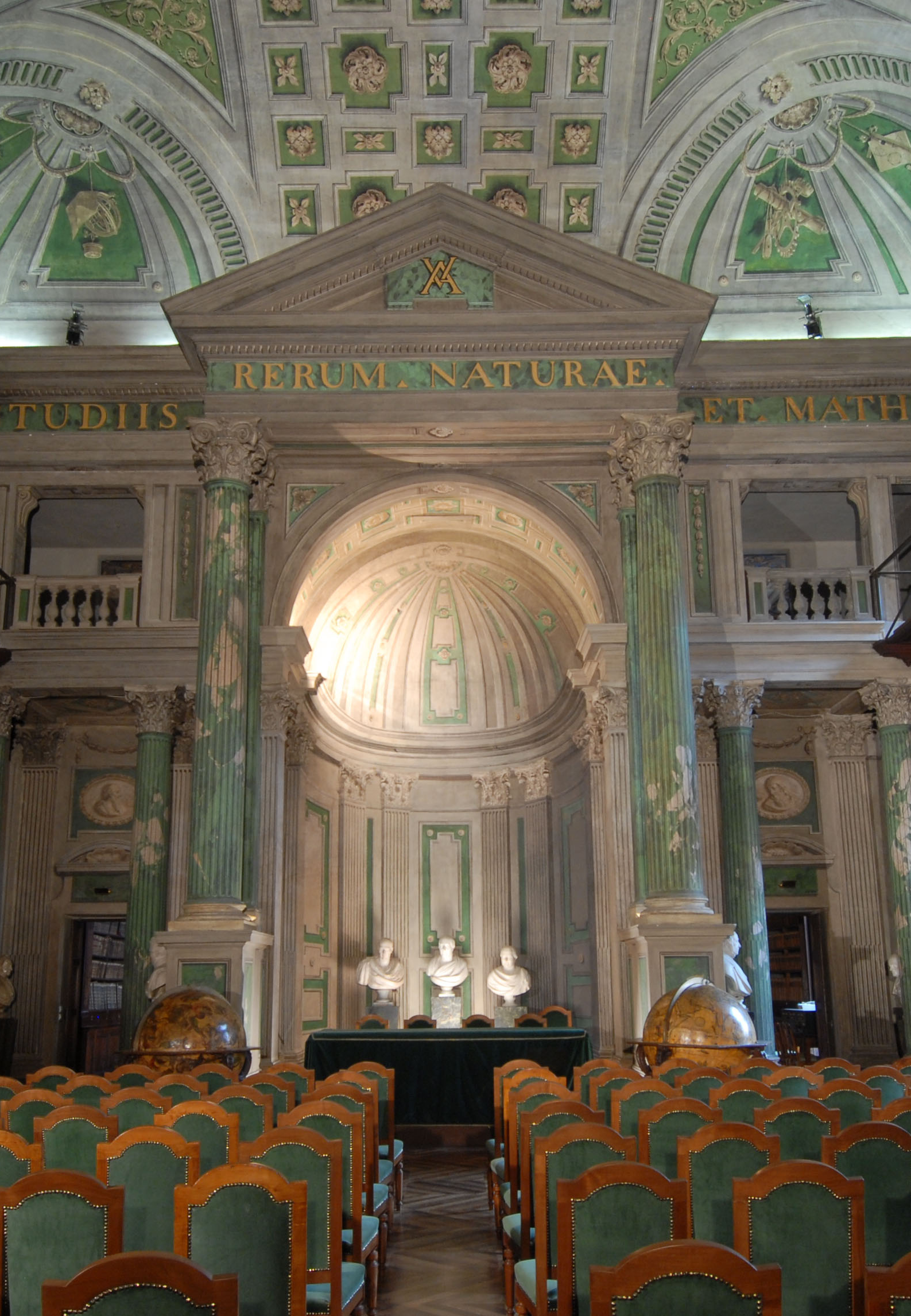
Sala del Mapamundi de la Academia de Ciencias de Turín.

La Academia de Ciencias de Turín (en italiano: Accademia delle Scienze di Torino) es una academia de ciencias con sede en la ciudad italiana de Turín.

## Historia
La Academia tiene su origen en 1757 como una sociedad académica privada, que fue reconocida por el rey Víctor Amadeo III de Cerdeña-Piamonte en 1783 y se le permitió utilizar el nombre de Reale Accademia delle Scienze. Después de la unificación de Italia bajo el liderazgo piamontés y el restablecimiento de la Accademia Nazionale dei Lincei en Roma como la Academia Nacional Italiana de Ciencias, la academia de Turín perdió su antiguo e importante papel de asesoramiento al gobierno.
La academia fue originalmente de naturaleza matemática y científica. Durante el período napoleónico, se organizó en una sección de ciencias naturales y otra de arte y literatura, y se rebautizó como Accademia Imperiale. En la actualidad (2020), la sección de ciencias naturales cuenta con 170 miembros de Italia y del extranjero, de los cuales 120 son correspondientes, mientras que la sección de humanidades tiene 130 miembros, de los cuales 80 son correspondientes. Los miembros italianos de las dos secciones se reúnen periódicamente como órgano administrativo de la Academia. Su directorio está formado por un presidente, un vicepresidente, un tesorero y los jefes y secretarios de las dos secciones.
Desde 1787, la Academia se encuentra en la Via dell'Accademia delle Scienze, número 6, en un edificio que también alberga el Museo Egipcio de Turín. Antes de eso se encontraba allí el Collegio dei Nobili, dirigido por los jesuitas.

## Lista de presidentes
La siguiente lista muestra a los presidentes honorarios y perpetuos, ordenados según la fecha de nombramiento.
Presidentes honorarios
- Joseph-Louis Lagrange, 25 de julio de 1783
- Napoleón Bonaparte, Primer Cónsul, 25 de febrero de 1804

Presidentes perpetuos
- Angelo Saluzzo di Monesiglio, 25 de julio de 1783
- Carlo Lodovico Morozzo, 30 de noviembre de 1788
- Angelo Saluzzo di Monesiglio, 24 de enero de 1801
- Prospero Balbo, 25 de noviembre de 1815
- Agostino Lascaris di Ventimiglia, 26 de noviembre de 1837
- Alessandro Saluzzo di Monesiglio, 18 de noviembre de 1838
- Giovanni Plana, 18 de diciembre de 1851
- Federico Sclopis, 1 de mayo de 1864